# Jürgen Werth

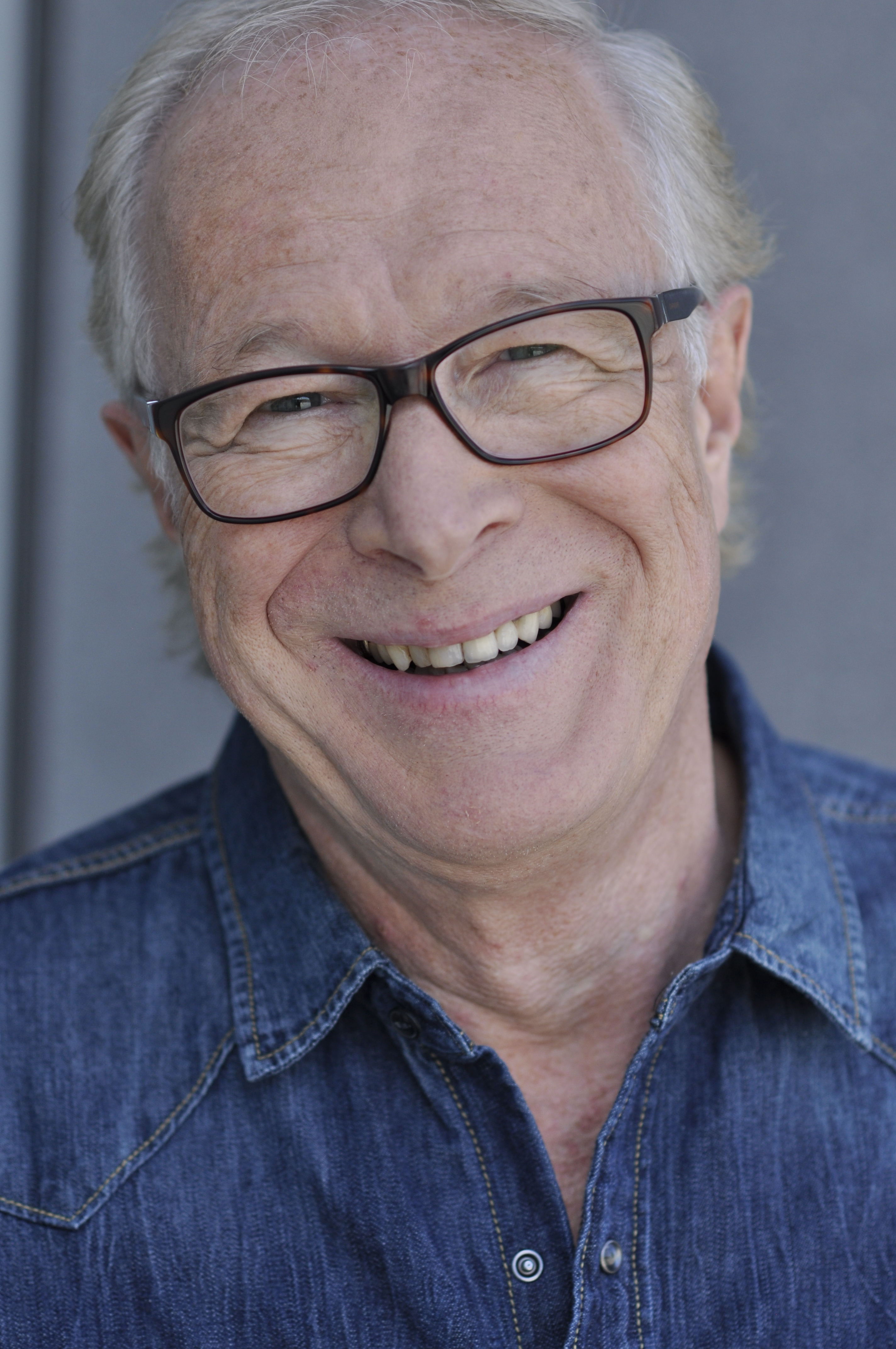
Jürgen Werth 2016

Jürgen Werth (* 14. Mai 1951 in Lüdenscheid) ist ein deutscher Journalist, Buchautor und Liedermacher. Von 1994 bis 2014 war er Direktor des Evangeliums-Rundfunks bzw. hauptamtlicher Vorstandsvorsitzender von ERF Medien in Deutschland. Er lebt als freier Autor in Wetzlar.

## Leben und Wirken
Werth begann im Alter von 14 Jahren, eigene Lieder zu schreiben. Er absolvierte bei der Westfälischen Rundschau in Hagen, Lüdenscheid und Dortmund eine Ausbildung als Journalist. Ab 1973 war er beim Evangeliums-Rundfunk (heute ERF Medien) in Wetzlar beschäftigt. Von 1977 bis 1984 war er Leiter des Jugendprogramms „e.r.f. junge welle“, 1986 wurde er Chefredakteur. 1994 übernahm er das Amt des Direktors von seinem Vorgänger Horst Marquardt. Werth moderierte bis Juni 2014 im Fernsehprogramm ERF1 insgesamt 246-mal die Gesprächssendung „Werthe Gäste“ sowie über 50-mal die „Wartburg-Gespräche“. Er war drei Jahre lang Sprecher der ARD-Sendung Das Wort zum Sonntag. Seit 2007 war er hauptamtlicher Vorstandsvorsitzender. Sein Nachfolger war im Oktober 2014 Jörg Dechert.
Werth hat zahlreiche Bücher veröffentlicht und ist als Liedermacher tätig. Seine bekanntesten Lieder sind Du bist du (Vergiss es nie) mit einer Melodie von Paul Janz und Wie ein Fest nach langer Trauer mit einer Melodie von Johannes Nitsch. Das letztere Lied ist in drei Regionalteilen zum Evangelischen Gesangbuch veröffentlicht: Baden, Elsass und Lothringen (666), Pfalz (666) und Württemberg (660). Werth schrieb als Texter zusammen mit den Komponisten Johannes Nitsch und Hans-Werner Scharnowski mehrere Musicals, 2012 das Luther-Musical Bruder Martinus mit Siegfried Fietz und 2019 ein weiteres mit dem Titel Heimat ist.
Er gehörte viele Jahre dem Vorstand des evangelikalen Vereins ProChrist an, der mehrtägige christliche Evangelisationsveranstaltungen organisiert, wo Werth auch als Moderator tätig war. Von 2007 bis 2011 war er als Nachfolger von Peter Strauch Vorsitzender der Deutschen Evangelischen Allianz, deren Hauptvorstand er von 1997 bis 2019 angehörte. Ferner war er stellvertretendes Mitglied der EKD-Synode und Mitglied der EKD-Kammer für weltweite Ökumene. Aktuell gehört er zur Generalversammlung des Christlichen Jugenddorfwerks Deutschlands (CJD) und zum Stiftungsrat der SCM Verlagsgruppe.
Werth entschuldigte sich 2011 öffentlich bei den Homosexuellen für erlittene Respektlosigkeit durch einzelne Evangelikale. Immer wieder plädierte er auch dafür, den Kunstbegriff evangelikal wieder im ursprünglichen Sinne von evangelisch zu definieren, und verwies auf die vier „Soli“ der Reformation, die die evangelikale Bewegung kennzeichnen: sola gratia, sola fide, sola scriptura, solus Christus (allein die Gnade, der Glaube, die Schrift, Christus).

## Privates
Jürgen Werth ist verheiratet mit Angela Werth. Die beiden haben drei erwachsene Kinder.

## Auszeichnungen
- 1999: Medienpreis Goldener Kompass des Christlichen Medienverbundes KEP.[9]

## Veröffentlichungen

### Bücher (Auswahl)
- Du bist Du. Ein lieder-liches Lesebuch. Brendow Verlag, Moers 1986, ISBN 3-87067-149-1 (77 S.).
- Wert(h)ungen. Noch ein lieder-liches Lesebuch. Brendow Verlag, Moers 1986, ISBN 3-87067-271-4 (63 S.).
- Josef. eine Traumkarriere. Haenssler, Neuhausen-Stuttgart 1988, OCLC 233871048 (63 S.).
- Vollwert(h)kost. Worte zum Sonntag, Hilfen zum Alltag. SCM R. Brockhaus, Wuppertal 1991, ISBN 3-417-20467-4 (77 S.).
- mit Micha Pawlitzki: Leben ist ein weites Land. Brockhaus, Wuppertal 2004, ISBN 3-417-24798-5, OCLC 76645335 (91 S.).
- 366 gute Gedanken: Der kleine Jahresbegleiter. Johannis, Lahr/Schwarzwald 2006, ISBN 3-501-02336-7 (400 S.).
- Segen ist … Ein Liebesbrief von Gott. Johannis, Lahr/Schwarzwald 2007, ISBN 978-3-501-05715-5 (38 S.).
- Leise Töne gegen den Lärm. Geschichten über Gott und seine Welt. SCM R. Brockhaus, Wuppertal 2007, ISBN 978-3-417-20685-2 (96 S.).
- Hochzeit, Himmelszeit. Herzlichen Glückwunsch zum Fest der Liebe! Johannis, Lahr/Schwarzwald 2008, ISBN 978-3-501-05717-9 (38 S.).
- Und jeden Tag erfindet Gott das Leben neu. Persönliche Geschichten, persönliche Lieder. SCM R. Brockhaus, Witten 2008, ISBN 978-3-417-26230-8 (111 S.; Autobiografie).
- (als Hrsg.): Zu Gast bei Jürgen Werth: Christliche Prominente im Gespräch. Das Buch zur TV-Sendung Wert(h)e Gäste! SCM ERF-Verlag, Witten 2009, ISBN 978-3-86666-152-3 (109 S.).
- Pssst … Stille finden in einer lauten Welt. 1. Auflage. Gerth Medien, Asslar 2009, ISBN 978-3-86591-445-3 (127 S.).
- Ahaaa … Das kleine Buch vom Verstehen und Verstandenwerden. 1. Auflage. Gerth Medien, Asslar 2011, ISBN 978-3-86591-591-7 (126 S.).
- Das Geheimnis der Seligpreisungen. SCM R. Brockhaus, Witten 2012, ISBN 978-3-417-26458-6 (117 S.).
- Ich halte dich. – Gott. Warum wir vertrauensvoll leben können. 1. Auflage unter neuer ISBN. Gerth Medien, Asslar 2013, ISBN 978-3-95734-970-5 (156 S.).
- Gottes guter Segen ist wie ein sanfter Wind. Segenswünsche. Mit Fotos von Rahel Täubert. MediaKern-Verlag, Wesel 2014, ISBN 978-3-8429-3529-7 (48 S.).
- Einfach lesenswert. Mutmachendes aus drei Jahrzehnten. SCM R. Brockhaus, Witten 2014, ISBN 978-3-417-26601-6 (269 S.).
- Mehr Anfang war selten. Tagebuch eines Abschieds. 2. Auflage. SCM Hänssler, Holzgerlingen 2015, ISBN 978-3-7751-5647-9 (181 S.).
- Danken tut gut. Ein Gesundheitsratgeber, der die Seele erfrischt. 1. Auflage. Gerth Medien, Asslar 2015, ISBN 978-3-95734-065-8 (159 S.).
- Ich schenke euch ein neues Herz. Das Buch zur Jahreslosung. SCM R. Brockhaus, Witten 2016, ISBN 978-3-417-26790-7 (141 S.).
- Doch Gott sieht das Herz. Nahaufnahmen eines Lebens. 1. Auflage. Gerth Medien, Asslar 2017, ISBN 978-3-95734-249-2 (158 S.).
- … und immer ist noch Luft nach oben. Entdeckungen beim Älterwerden. Gütersloher Verlagshaus, Gütersloh 2018, ISBN 978-3-579-08709-2 (189 S.).
- Lieber Dietrich … Dein Jürgen: Über Leben am Abgrund. Ein Briefwechsel mit Bonhoeffer. 1. Auflage. Gütersloher Verlagshaus, Gütersloh 2020, ISBN 978-3-579-06613-4 (191 S.).
- Ich will dich beschenken! – Gott. 24 inspirierende Gedanken zur Advents- und Weihnachtszeit. 1. Auflage. Gerth Medien, Asslar 2020, ISBN 978-3-95734-669-8 (175 S.).
- Wo bist du heute, Jesus? 30 Andachten zum Aufhorchen. Media Kern, Wesel 2021, ISBN 978-3-8429-1639-5 (63 S.).
- Er ist mir täglich nahe. Kraft schöpfen aus den Liedern von Jochen Klepper. St. Benno Verlag, Leipzig 2024, ISBN 978-3-7462-6448-6 (136 S.).
- Gute Tage will ich haben! - Uraltes Weisheitswissen für ein hoffnungsvolles Heute und Morgen. Gütersloher Verlagshaus 2023, ISBN 978-3-579-06223-5 (190 S.)
- Leuchtspuren. Von Vorbildern und persönlichen Begegnungen, die durchs Leben tragen. Gerth Medien, Wetzlar 2024, ISBN 978-3-95734-845-6 (141 S.).

### Diskografie (Auswahl)
Als Texter arbeitete Werth schon früh in der christlichen Musikszene, zunächst als alternativer Liedermacher, jedoch bald auch als Texter für christliche Musicals in Zusammenarbeit mit Komponisten wie Siegfried Fietz, Johannes Nitsch und Hans-Werner Scharnowski.

#### Solo

##### Single
- Herr aller Zeiten / Wo sind sie geblieben? (1975, Abakus, DNB 353228079)

##### Alben
| Jahr | Titel                      | Label / Verlag             | ID                            |
| ---- | -------------------------- | -------------------------- | ----------------------------- |
| 1974 | Eine Taube spricht zu mir  | Songs der Frohen Botschaft | DNB 1001339967                |
| 1978 | Gedankenstrich             | Blue Rose                  | DNB 353598534                 |
| 1980 | Wert(h)paket               | Blue Rose                  | DNB 351789626                 |
| 1984 | Wenn der Morgen kommt      | Pila Music                 | DNB 351688250                 |
| 1987 | Ton in Ton                 | ERF-Verlag                 | DNB 1001337107 DNB 1003088317 |
| 1994 | Ach, du                    | ERF-Verlag                 | ISBN 3-89562-558-2            |
| 1998 | Gefährten                  | ERF-Verlag                 | ISBN 3-89562-278-8            |
| 2002 | Noch nicht genug           | ERF-Verlag                 | ISBN 3-89562-516-7            |
| 2010 | Pssst… Lauter leise Lieder | Gerth Medien               | DNB 1007282266                |
| 2017 | Nahaufnahme                | Gerth Medien               | DNB 1124270329                |

#### Projekte
| Jahr | Titel                                        | Mitwirkende Künstler                                                                  | Verlag                 | ID |
| ---- | -------------------------------------------- | ------------------------------------------------------------------------------------- | ---------------------- | --- |
| 1975 | Lass mich mit dir reden                      | Jürgen Werth, Markus Egger, Ute und Friedemann Rink, Thomas Westermann                | Abakus Musik           | DNB 353348953 |
| 1983 | David – Ein Sänger, ein König                | Jürgen Werth, Elke Hucks, Jan Vering, Konrad Straub, Johannes Nitsch Studiochor       | Hänssler Music         | DNB 35130469X |
| 1988 | Josef – Eine Traumkarriere. Ein Poporatorium | Jürgen Werth, Hella Heizmann, Cae Gauntt, Johannes Nitsch, Johannes Nitsch Studiochor | Hänssler Music         | Taschenbuch: ISBN 3-7751-1276-6; CD: DNB 353056936 |
| 1991 | Jürgen Werths Mamapapakinderlieder           | Jürgen Werth, Kathi Arndt, Leuner Kinderchor                                          | ERF-Verlag             | DNB 35524344X |
| 1996 | Folgen                                       | Johannes Nitsch, Christoph Zehendner, Johannes Nitsch Studiochor                      | Felsenfest-Musikverlag | DNB 351123563 |
| 1998 | Hoffnungsland                                | Johannes Nitsch Studiochor                                                            | Felsenfest-Musikverlag | Chorpartitur: ISMN 979-0-700106-07-2 (Suche im DNB-Portal), ISBN 3-931045-19-6; Klavierpartitur: ISMN 979-0-700106-08-9 (Suche im DNB-Portal), ISBN 3-931045-20-X       |
| 2004 | Noch einmal Kapernaum                        | Michael Fajgel, Carola Laux, Chorlight                                                | Felsenfest-Musikverlag | Chorpatitur: ISMN 979-0-700106-31-7 (Suche im DNB-Portal), ISBN 3-937240-05-5; Stimme, Klavierpartitur: ISMN 979-0-700106-32-4 (Suche im DNB-Portal) ISBN 3-937240-06-3 |
| 2012 | Bruder Martinus                              | Oliver Fietz, Siegfried Fietz                                                         | Abakus Musik           | ISBN 978-3-88124-519-7 |
| 2019 | Heimat ist                                   | Jürgen Werth, Siegfried Fietz                                                         | Abakus Musik           | Lieder- und Textheft, Playback-CD: DNB 1192927141; CD: DNB 1192925963                                                                                                   |

#### Sampler
| Jahr | Titel                                                                                      | Verlag     | ID                     |
| ---- | ------------------------------------------------------------------------------------------ | ---------- | ---------------------- |
| 1986 | Einander lieben (Jürgen Werth, Manfred Siebald, Arno und Andreas, Theophiles, Damaris Joy) | Pila Music | DNB 352676949          |
| 1992 | Besonders wert(h)voll: Die schönsten Lieder von Jürgen Werth                               | Pila Music | DNB 35267525X          |
| 2004 | Du bist du: Das Beste von Jürgen Werth                                                     | ERF-Verlag | ISBN 3-89562-870-0     |
| 2007 | Du machst mir Mut: Das Beste von Jürgen Werth 2                                            | ERF-Verlag | ISBN 978-3-86666-050-2 |
| 2010 | Du: Die besten Lieder von Jürgen Werth                                                     | ERF-Verlag | ISBN 978-3-86666-169-1 |